# 胡法伊森湖
51°28′08″N 12°01′25″E / 51.468980°N 12.023506°E

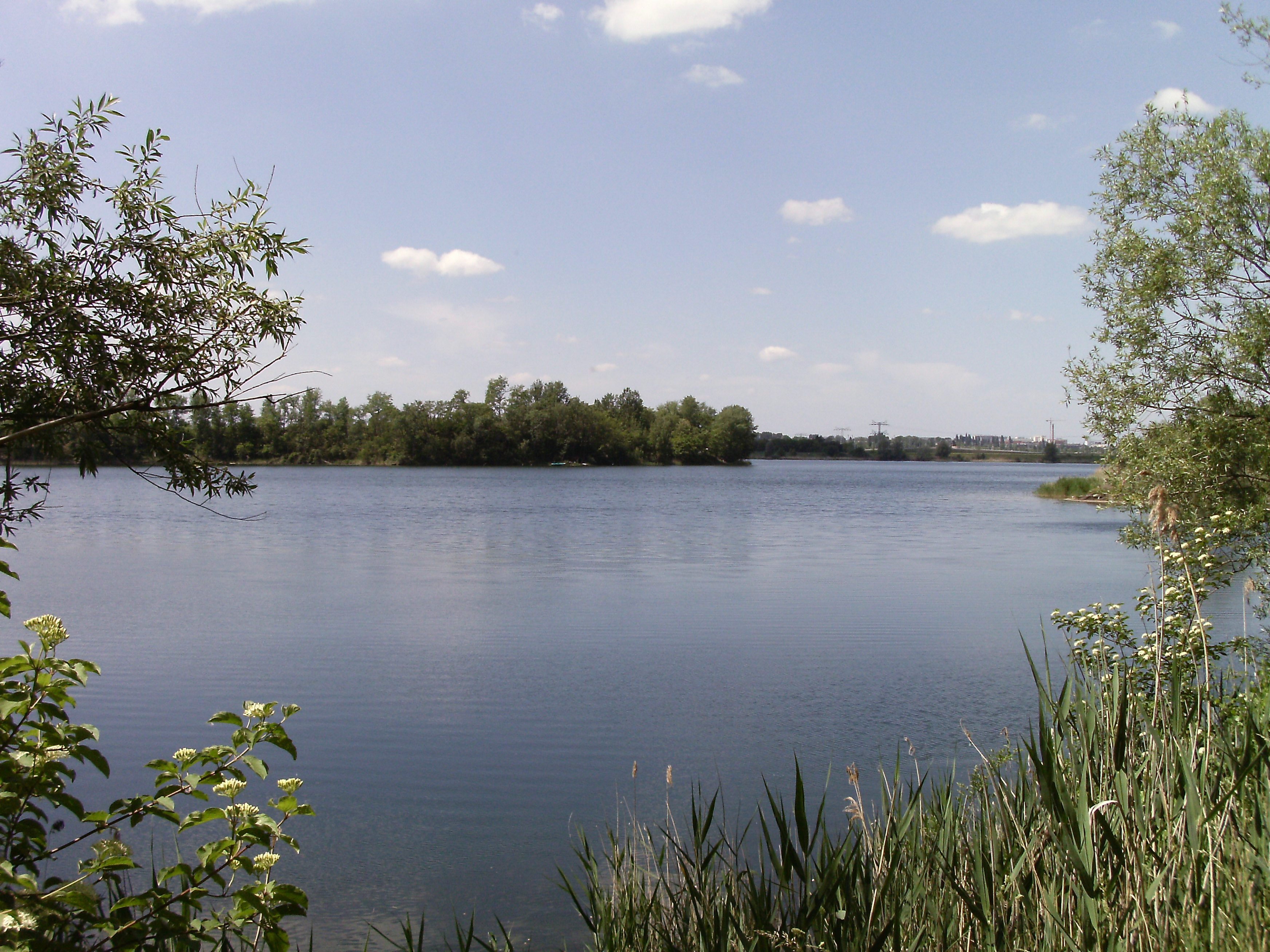

胡法伊森湖（德語：Hufeisensee），是德國的湖泊，位於該國東北部，由薩克森-安哈爾特州負責管轄，處於薩勒縣，面積0.7平方公里，海拔高度92米，平均水深9米，最大水深26米，水體容量660萬立方米。